# Гетьман Іван Ілліч
Іван Ілліч Гетьман (21 січня 1931, с. Богданівка, Україна — 22 січня 1981, м. Тернопіль) — український вчений у галузі стоматології, педагог. Кандидат медичних наук (1969), доцент (1971), ректор Тернопільського державного медичного інституту (1972—1981).

## Життєпис
Іван Ілліч Гетьман народився 21 січня 1931 року в селі Богданівці, нині Знам'янського району Кіровоградської області України.
1950 року закінчив 10 класів середньої школи й того ж року поступив на стоматологічний факультет Київського медичного інституту (нині університет), який закінчив у 1955 році, отримавши диплом з відзнакою.
Працював лікарем-стоматологом у м. Зборів, головний лікар Зборівської райсанепідемстанції і районної лікарні (1956—1960), головний лікар Тернопільської обласної стоматологічної поліклініки (1960), завідувач лікувально-профілактичного сектору Тернопільського обласного відділу охорони здоров'я (1961—1963).
Від 1963 — у Тернопільському державному медичному інституті: асистент, доцент (1971) курсу стоматології кафедри шпитальної хірургії, ректор (25 жовтня 1972 — 1981).
За час керівництва Івана Гетьмана відкрито факультет удосконалення лікарів, нові кафедри, підготовче відділення, лабораторію електронної мікроскопії, розпочато вечірню форму навчання, впроваджено програмований контроль знань студентів, розширено матеріальну базу інституту. Зокрема, впроваджено електронну мікроскопію, зорганізовано гістохімічну, ультрамікротомну та морфометричну лабораторії, побудовано два гуртожитки по вулиці Торговиця.
Помер від повторного інфаркту міокарда 22 січня 1981 року.

## Наукова діяльність
Наукова діяльність Івана Гетьмана була присвячена проблемам знеболювання в хірургічній стоматології, вивченню і впровадженню в практику нових знеболювальних засобів, а також вдосконаленню пластичних операцій при вроджених вадах і аномаліях щелепно-лицевої ділянки.
Ним запропоновано оригінальний варіант уранопластики, який за ефективністю переважав існуючі тоді методи.
1969 захистив кандидатську дисертацію на тему «Досвід застосування бенкаїну і тримекаїну в хірургічній стоматології».

## Громадська та партійна діяльність
Був членом профкому працівників інституту, лектором товариства «Знання», керівником медико-просвітницької бригади викладачів, що виступала перед трудівниками в районах області.
У 1970—1972 роках очолював партійну організацію інституту

## Доробок
Автор понад 30 наукових і науково-методичних праць.

## Нагороди
- Орден «Знак Пошани»,
- Медаль «За доблесну працю»,
- Почесний знак «Відмінник охорони здоров'я»,
- інші галузеві нагороди.